# Exochus turgidus
Exochus turgidus là một loài tò vò trong họ Ichneumonidae.